# 山口地方裁判所
山口地方裁判所（やまぐちちほうさいばんしょ）は、山口県山口市にある日本の地方裁判所の一つで、山口県を管轄している。略称は、山口地裁（やまぐちちさい）。周南、萩、岩国、下関、宇部に支部を置いている。

## 概要
山口県を管轄しており、山口地方裁判所には山口市に置かれている本庁のほか、周南市、萩市、岩国市、下関市、宇部市の5市に地方裁判所と家庭裁判所の支部を設置しているほか、前述の6箇所にくわえ防府市、長門市、柳井市、船木（宇部市）の4箇所を加えた10箇所に簡易裁判所を設置している。また本庁及び支部（宇部を除く。）の所在地には、検察審査会も設置されている。

## 所在地
- 本庁：山口県山口市駅通り1丁目6-1　北緯34度10分25.6秒 東経131度28分44秒 / 北緯34.173778度 東経131.47889度
JR山口線山口駅 徒歩2分
- 周南支部：山口県周南市岐山通2丁目5　北緯34度3分21.6秒 東経131度48分28.7秒 / 北緯34.056000度 東経131.807972度
山陽新幹線, 山陽線, 岩徳線徳山駅 北側国道2号線方面へ徒歩12分
- 萩支部：山口県萩市江向469　北緯34度24分39.2秒 東経131度23分53.6秒 / 北緯34.410889度 東経131.398222度
JR山陰線萩駅からタクシー10分
萩バスセンター 西側徒歩5分
- 岩国支部：山口県岩国市錦見1丁目16-45　北緯34度10分5.4秒 東経132度11分26.5秒 / 北緯34.168167度 東経132.190694度
JR山陽線, 岩徳線, 錦川鉄道錦川清流線岩国駅から裁判所前バス停(岩国市営バス等)10分-裁判所前バス停北側徒歩3分
JR岩徳線, 錦川鉄道錦川清流線西岩国駅 北側徒歩10分
- 下関支部：山口県下関市上田中町8丁目2-2　北緯33度57分55.9秒 東経130度56分12.1秒 / 北緯33.965528度 東経130.936694度
JR山陽線, 山陰線下関駅から山の口バス停（サンデン交通）20分-山の口バス停から徒歩10分
- 宇部支部：山口県宇部市琴芝町2丁目2-35　北緯33度57分9.7秒 東経131度15分16.9秒 / 北緯33.952694度 東経131.254694度
JR宇部線琴芝駅 北東徒歩3分

## 管轄
本庁
- 山口市、防府市、美祢市（旧美祢郡美東町、旧美祢郡秋芳町）

周南支部
- 下松市、光市、周南市

萩支部
- 萩市、長門市、阿武郡阿武町

岩国支部
- 岩国市、柳井市、大島郡周防大島町、玖珂郡和木町、熊毛郡上関町、平生町、田布施町

下関支部
- 下関市

宇部支部
- 宇部市、美祢市（旧美祢市）、山陽小野田市

※ただし、裁判員の参加する刑事裁判、行政事件、萩・宇部の各支部の執行事件（不動産競売、債権）、周南・萩・宇部の各支部の合議事件及び少年事件は本庁で取り扱う。

### 管内の簡易裁判所
- 本庁
  - 山口簡易裁判所
    - 所在地：山口市駅通り1丁目6-1
    - 管轄：山口市（旧佐波郡徳地町を除く）・美祢市（旧美祢郡美東町、秋芳町）

  - 防府簡易裁判所
    - 所在地：山口県防府市寿町6-40
    - 管轄：防府市、山口市（旧佐波郡徳地町）
- 周南支部
  - 周南簡易裁判所
    - 所在地：山口県周南市岐山通2丁目5
    - 管轄：周南市・下松市・光市
- 萩支部
  - 萩簡易裁判所
    - 所在地：山口県萩市大字江向469
    - 管轄：萩市・阿武郡阿武町

  - 長門簡易裁判所
    - 所在地：山口県長門市東深川1342-2
    - 管轄：長門市
- 岩国支部
  - 岩国簡易裁判所
    - 所在地：山口県岩国市錦見1丁目16-45
    - 管轄：岩国市、玖珂郡和木町

  - 柳井簡易裁判所
  - 所在地：山口県柳井市山根10-20
  - 管轄：柳井市、大島郡周防大島町、熊毛郡平生町、熊毛郡田布施町、熊毛郡上関町
- 下関支部
  - 下関簡易裁判所
    - 所在地：山口県下関市上田中町8丁目2-2
    - 管轄：下関市
- 宇部支部
  - 宇部簡易裁判所
    - 所在地：山口県宇部市琴芝町2丁目2-35
      - 管轄：宇部市（旧厚狭郡楠町を除く）

  - 船木簡易裁判所
    - 所在地：山口県宇部市大字船木字中市183
    - 管轄：美祢市（旧美祢市）、山陽小野田市、宇部市（旧厚狭郡楠町）

## 歴代所長
（任期の後ろは後職）
- 星野雅紀（2000年 - 2001年 福岡高等裁判所部総括判事[1]）
- 小出錞一（2001年9月25日 - 2003年1月 名古屋高等裁判所部総括判事[2]）
- 石井宏治（2003年1月7日 - 2004年12月 福岡高等裁判所部総括判事[3]）
- 廣田聰（2004年12月 - 2006年3月 広島高等裁判所部総括判事）
- 櫻井登美雄（2006年3月 - 2007年5月 静岡家庭裁判所長）
- 下田文男（2007年5月 - 2008年10月 広島家庭裁判所長）
- 林道春（2008年10月 - 2010年6月 津地方裁判所長）
- 古川行男（2010年6月 - 2012年4月 神戸家庭裁判所長）
- 竹田隆（2012年4月 - 2014年2月 定年退官）
- 宇田川基（2014年2月 - 2016年1月 定年退官）
- 小西義博（2016年1月 - 2018年4月 奈良地方裁判所長）
- 金村敏彦（2017年4月 - 2018年10月 広島高等裁判所部総括判事）
- 宮坂昌利（2018年10月 - 2020年4月 岡山地方裁判所長[4]）
- 徳岡由美子（2020年4月 - 2021年5月 京都家庭裁判所長[5]）
- 杉山慎治（2021年5月 - 2022年10月 名古屋高等裁判所部総括判事[6]）
- 倉地真寿美（2022年10月 - 2024年1月 広島高等裁判所部総括判事[7]）
- 末永雅之（2024年1月 - [8]）